# Maniac Driver
Maniac Driver ist ein japanischer Horrorfilm von Kurando Mitsutake aus dem Jahr 2020. Der Film ist als Neo-Giallo angelegt.

## Handlung
Der Taxifahrer Fujinaga musste mit ansehen, wie seine Frau vor seinen Augen brutal ermordet wurde. Der Täter, der bis auf einen Motorradhelm völlig nackt war, beging anschließend Selbstmord. Vor diesem Hintergrund sucht er selbst ein Opfer, um auf gleiche Weise aus dem Leben zu scheiden. Während seiner Taxifahrten ergeht er sich in Tagträumen, wie er seine weiblichen Fahrgäste ermordet. Zu Hause übt er den Monolog aus Taxi Driver. Als er ein Opfer findet und sie durch die Straßen Tokios jagt, wird diese schlussendlich von einem Auto überfahren.
Schließlich findet er ein passendes Opfer. Im Hotel, wo der Mord stattfinden soll, lauert er unter dem Bett. Als die Frau schließlich ankommt, muss er feststellen, das sie nicht alleine ist. Sie soll von einem Freier vergewaltigt werden. Eine Stimme in seinem Kopf befiehlt Fujinaga die Frau zu retten. Er tötet sowohl Freier als auch die Zuhälterin, wird dabei aber selbst schwer verletzt.
Als sich die Frau Tage später bei ihm bedanken will, ist er bereits wieder auf Taxifahrt. Sie trifft nur einen Nachbarn, der ihr erzählt, dass Fujinaga schon immer alleine war und sich dementsprechend die Ermordung seiner angeblichen Frau nur fantasiert habe. Als sie in seine Wohnung will, löst sie einen Mechanismus aus, der sie enthauptet.

## Hintergrund
Maniac Driver wurde im September 2019 in Japan gedreht. Den Filmschnitt übernahm Regisseur Kurando Mitsuhake mit John Migdal in Los Angeles. Die Post-Produktion wurde durch die COVID-19-Pandemie erschwert, da Mitsuhake in Los Angeles fest saß, während sein Team in Tokio an der Nachsynchronisation und der Farbbearbeitung sowie den Effekten arbeitete.
Die Handlung des Films speist sich aus zwei Hauptelementen: den Monologen der Hauptperson, der seine Sicht auf die Welt und die Frauen wiedergibt und die Fantasieszenen, bei denen er mit Frauen sowohl Fetisch-Sex hat als auch sie auf die ein oder andere Art umbringt. In den Sexszenen werden Elemente des BDSM gezeigt.
Der Film hat deutliche Stilelemente des Giallo. So ist er in den Fantasieszenen sehr farbenfroh und wird mit ungewöhnlichen Kameraperspektiven umgesetzt. Auch die Maskierung des Täters und die häufige Einnahme von dessen Perspektive sind typische Elemente des Giallos. Auch übernahm er die oftmals frauenfeindliche Perspektive. Frauen werden im Film als leicht verfügbares Lustobjekt dargestellt. Dies wird konterkariert mit den Monologen der Hauptperson, der die Frau als überlegenes Wesen überhöht. Ein weiteres Stilelement ist das der Sexploitation, insbesondere im Stil des japanischen Pinku eiga. Daneben spielen mit Ai Sayama, Ayumi Kimito, Iori Kogawa und Saryû Usui vier AV-Idole im Film mit.
Vorbilder für den Film waren neben dem offensichtlichen Taxi Driver (1976), von dem einige Dialogzeilen übernommen wurden, und Blue Velvet (sowohl Travis Bickle als auch Frank Booth werden im Abspann unter Dank erwähnt) auch Lucio Fulcis Der New York Ripper (1982) und William Lustigs Maniac (1980).
Yasuhiro Kawaguchi zeichnete für den Soundtrack verantwortlich, der im Stile von Dario-Argento-Filmen auf Heavy Metal setzt. Hier kommt vor allem die Power-Metal-Band Aiming High zum Einsatz. Der Score selbst ist an Claudio Simonetti angelehnt.

## Veröffentlichung
In Deutschland erschien der Film über 8-Films als ungeprüftes Mediabook auf Blu-ray Disc und DVD mit 60-seitigem Booklet und Soundtrack-CD.

## Rezensionen
Mark Schilling beschrieb den Film in der Japan Times als Retro-Giallo, dem man seine Verehrung für seine Vorbilder ansehe, aber dennoch seinen eigenen Stil entwickele. Schilling lobte vor allem das Schauspiel von Tomoki Kimura, der den Hauptcharakter Fujinaga mit eiskalter Mimik spiele.